# Gmina Sveti Ivan Žabno
Gmina Sveti Ivan Žabno (chorw. Općina Sveti Ivan Žabno) – gmina w Chorwacji, w żupanii kopriwnicko-kriżewczyńskiej. W 2011 roku liczyła  5222 mieszkańców.